# 황도파
황도파(일본어: 皇道派 코우도우하[*])는 일본 육군에 존재했던 파벌이다. 대내적으로는 천황친정의 국가개조(쇼와 유신)을 주장했으며, 대외적으로는 소련을 주적으로 삼았다. 그 이름은 파벌의 영수인 아라키 사다오가 일본군을 "황군(皇軍)"이라고 불렀고, 정재계(황도파 입장에서는 "임금 곁의 간신배")를 제거하고 천황친정의 국가개조를 할 것을 주장했기 때문에 비롯되었다.
황도파는 통제파와 노선대립을 하게 되지만, 통제파의 군부 중앙을 장악에 반발한 황도파 청년장교들이 과격 폭발사건(아이자와 사건, 2·26 사건 등)을 일으키면서 쇠퇴하여 파벌 헤게모니 싸움에서 통제파에게 거의 완전히 패배했다.

## 형성
아라키 사다오와 마사키 진자부로 등이 황도파를 만든 계기는 우가키 가즈시게 육군대신에 의한 소위 우가키 군축이라고 할 수 있다. 
우가키는 나가타 테츠잔을 육군성 동원과장으로 보임하고 지상군 4개 사단 약 9만 명을 군축했다. 그리고 그 예산으로 항공기, 전차 부대를 신설하고 보병 부대에도 경기관총, 곡사포를 장비하는 등 군 현대화를 추진했다. 나가타는 제1차 세계대전 관전무관 출신으로, 유럽 국가들의 총력전 체제를 목격하고 일본의 군비, 정치, 경제가 그에 비해 뒤떨어졌음을 통감했다. 우가키 군축은 군사 예산의 축소를 요구하는 여론의 요구를 들어주는 시늉을 하면서 동시에 유럽 열강에게 뒤진 격차를 만회하기 위한 것이었다. 이 우가키-나가타 흐름이 통제파가 되어 나중에 황도파와 대립하게 된다.
우가키가 군의 실권을 쥐고 있는 동안 아라키와 마사키 등은 우가키 인맥이 아니라서 소외되었다. 아라키는 1918년 시베리아 출병 당시 시베리아 파견군 참모였는데, 이 때 혁명 직후의 혼란하고 후진적인 러시아의 노농적군이 “철의 규율”과 용감한 감투정신을 가지고 있음에 크게 놀랐다. 그래서 아라키는 반소 사상을 굳히면서, 동시에 소련이 군사경제건설을 진행하기 전에 미리 시베리아 지역에서 소련을 격퇴하고 이 지역을 일본의 지배하에 두어야 한다는 대소주전론자가 되었다.
또한 1920년대에 영관급 장교들이 군 현대화와 국민총동원 체제를 추구하며 일석회라는 스터디그룹 사조직을 만든 적이 있었다. 이 때 주요 인물이 나가타 테츠잔과 오바타 토시로였는데, 1932년 나가타와 오바타가 분열하면서 나가타 세력은 통제파로, 오바타 세력은 황도파로 들어가게 되었다.
위관급 청년장교 사이에는 국가개조운동이 퍼지고 있었다. 그 동기는 다음과 같았다.
- 군 내부적으로는 소련이 1928년부터 제1차 5개년 계획을 성공시키면 일본군이 소련을 선제공격하는 것은 불가능해질 것이므로 하루빨리 대소 공격 거점으로서 만주를 먹어야 한다는 조바심이 있었고, 우가키 군축 때문에 장교들의 승진 적체가 발생해서 대우가 악화됨에 따라 불평불만이 격화했다.
- 군 외부적으로는 농촌의 위기와 경기침체가 큰 원인이었다. 병사들은 대부분 농민 출신이었기에 공산주의에 공명하는 사람이 증가했고, 장교들은 군기 동요에 대한 위기감을 가졌다. 또한 위관급 청년장교들은 농촌 지도층(지주, 교사, 사가, 사족, 상가) 출신이 많았는데, 이웃으로서 함께 자란 부하 병사들의 친가가 망하고 그 자매들이 인신매매로 팔려가는 등 농촌의 비참한 실태를 가까이에서 보고 들어 그 고통을 이해하는 이들이 많았다. 이런 상황에서 재야지식인들이 우가키 등 군벌과 재벌, 중신, 관료들이 이러한 상황을 만들어내고 있으니 그들을 엎어버려야 한다는 사상을 설파하면서(대표적으로 키타 잇키의 『일본개조법안대강』), 청년장교들은 여기에 급격히 공감했다.

1931년 12월 10월 사건의 압력을 배경으로 이누카이 내각에 아라키가 육군대신으로 입각했다. 아라키는 참모총장 카나야 한조를 군사참의관으로 내쫓고 후임으로 간인노미야 고토히토 친왕을 임명했다. 뒤이어 1932년 1월 대만군 사령관으로 있던 마사키를 참모차장으로 불러와 참모본부의 실권을 쥐게 했다.  그리고 우가키의 측근인 스기야마 하지메, 니노미야 하루시게를 한직으로 쫓아보내고, 육군차관에 야나가와 헤이스케, 군무국장에 야마오카 시게아츠를 배치하는 등 자파 세력확대에 여념이 없었다. 이 인맥은 인사국장 마츠우라 쥰로쿠로, 군사과장 야마시타 도모유키로 이어진다.  
아라키는 관저에서 위관급 장교들과 매일 술을 같이 마시면서 무력에 의한 ‘유신’을 도모하는 청년장교들을 격려하고 지지 의사를 표명했다. 아라키와 마사키는 러일전쟁 시대를 이상화하여 일본을 그 상태로 복귀시킬 수 있는 군의 확대강화, 하루라도 빠른 대소전 결행을 추구했다. 여기에서 “임금 곁의 간신배(君側の奸)”를 치고, “국체를 명징(国体を明徴)”히 하고, “천황친정”을 실현할 것이라는 사상이 도출되었다. 이런 사상을 떠벌리는 아라키를 “무사성충의 인격(無私誠忠の人格)”자로 숭배하게 된 청년장교들이 아라키-마사키 인맥에 합류하게 되면서 황도파가 형성된다.

## 행동
황도파의 영수인 아라키와 마사키 및 그 인맥의 장령들은 중견장교단 안에서 고립된 존재였다. 그래서 황도파가 ‘국가혁신’의 비장의 카드로 무력발동을 맡게 된 것이 무라나카 타카지, 이소베 아사이치 등 위관급 청년장교단이었다. 하지만 황도파 청년장교들은 쿠데타 계획에 광분했을 뿐, 육군성 중앙을 장악한 통제파와 달리 구체적인 정세판단과 정책을 가지지 않았다. 다만 천황에게 충성을 맹세하고 천황의 대어심에 기댈 뿐이었다. 그들이 숭배한 아라키와 마사키 역시 자신들이 수반이 되는 내각을 만들 계획 같은 것도 없었고, 지지 기반도 없었다. 특히 재벌과 관료들이 황도파를 위험시했기에 그들이 합법적으로 정권을 잡을 조건 자체가 누락되어 있었다.
그래서 성과와 전망의 유무를 따지지 않고 위험한 모험을 달리는 특징이 나타났다. 황도파의 그런 특징이야말로 군국주의적 지배를 추진하는 기관차 역할을 했다. 애초에 아라키가 육군대신에 취임한 것 자체가 3월 사건, 10월 사건 등 흉흉한 일이 일어나자 두려움을 느낀 정당정치인들이 굴복한 결과였다.

## 몰락
아라키는 이누카이 내각 다음의 사이토 내각에서도 육군대신으로 근무했지만 정치력이 부족해서 다카하시 고레키요 대장대신과의 육군예산협상에서 성과를 거둘 수 없었다. 아라키의 측근들도 군정 경험이 부족하여 아라키를 제대로 보좌하지 못했다. 그래서 아라키는 육군대신 재임 말기에는 육군성 내부에서 신임을 잃었고, 밖에서는 제2유신을 원하는 청년장교들의 성화에 밀어올려져 이러지도 저러지도 못하게 되는 폐색상태에 빠졌다. 참모본부에서도 마사키 참모차장이 실권을 전횡하자 참모총장 간인노미야 친왕이 불쾌감을 가졌고, 내부적으로도 제3부장 오바타 토시로와 제2부장 나가타 테츠잔이 대소·대중 전략을 둘러싸고 대립했다. 이것이 이후 황도·통제 양파 항쟁의 단초가 된다.
아라키는 1934년 1월 술을 과음했다가 폐렴에 걸려 육군대신에서 사임한다. 후임으로 마사키를 추천했지만 마사키의 독단에 질려 있던 간인노미야 친왕이 비토하여 낙마, 교육총감 햐아시 센주로가 육군대신이 되었고, 마사키는 하야시의 후임이 되었다. 그 뒤 황도파 막료들은 잇따라 중앙에서 떠나고, 같은 해 11월 청년장교들에 의해 육군사관학교 사건이 일어나자 통제파의 마사키 배제 기운이 고조된다. 그래서 1935년 7월 하야시와 간인노미야는 삼장관회의에서 강제로 마사키를 경질, 후임 교육총감으로 와타나베 죠타로를 임명한다.
아라키가 사직하고 마사키가 경질되면서 황도파는 중앙에서 기반을 잃었다. 황도파의 불만은 8월의 아이자와 사건을 거쳐 1936년 2·26 사건으로 폭발한다. 2·26이 실패로 돌아간 뒤 벌어진 대규모 숙군에 의해 황도파는 괴멸했다. 현역에 남은 것은 야마시타, 스즈키 등 소수 뿐이었다.